# Marianne Hertz
Marianne Hertz (* 14. Januar 1882 in Holzminden; † 30. September 1942 im KZ Auschwitz) war eine deutsche römisch-katholische Märtyrerin jüdischer Herkunft.

## Leben
Marianne Hertz wurde als viertes Kind jüdischer Eltern in Holzminden geboren. Der Vater stammte aus Köln, die Mutter aus Stade. Die Familie verließ Holzminden noch im Jahr von Mariannes Geburt. Das Leben von Marianne Hertz in den 60 Jahren zwischen 1882 und 1942 ist nicht bekannt. Anfang August 1942 wurde sie als in Gouda in den Niederlanden wohnhafte katholische Christin jüdischer Herkunft von dem  nationalsozialistischen Besatzungs-Regime festgenommen und kam über das Durchgangslager Amersfoort in das Durchgangslager Westerbork. Dort begann am 8. August 1942 der Abtransport in das Vernichtungslager Auschwitz, wo sie spätestens am 30. September verstarb. Das NIOD Institut für Kriegs-, Holocaust- und Genozidstudien hat ihre Daten erfasst.

## Gedenken
Die deutsche Römisch-katholische Kirche hat Marianne Hertz als Märtyrerin aus der Zeit des Nationalsozialismus in das deutsche Martyrologium des 20. Jahrhunderts aufgenommen.